# Distretto di Kapiti Coast
Il distretto di Kapiti Coast è un'autorità territoriale della Nuova Zelanda che si trova entro i confini della regione di Wellington, sulla costa occidentale dell'Isola del Nord. La sede del Consiglio distrettuale si trova nella città di Paraparaumu.
Il capoluogo, Paraparaumu, ospita circa metà dell'intera popolazione del Distretto (22 000 abitanti su 45.000) e si trova circa 55 chilometri a nord di Wellington. Altri centri sono Paekakariki, Raumati, Waikanae, Otaki, Maungakotukutuku, Otaihanga e Peka Peka.
Il nome del Distretto deriva da quello di Kapiti Island, un'isola che si trova alcuni chilometri al largo della costa.